# 奉化江
奉化江是中国浙江宁波境内的一条主要河流，得名于流经的奉化，奉化江为甬江的一条支流，发源于奉化区溪口镇四明山大湾岗，此后东流出亭下水库至江口，依次与东江和鄞江汇合，最后向北至宁波三江口与姚江汇合成为甬江。奉化江自江源至三江口全长93.1公里，流域面积2223平方公里。
奉化江及其支流为宁波重要的水源地。奉化江水系中的众多水库为宁波市供水体系中的重要组成部分。奉化江流域水利治理的历史悠久，形成了以它山堰为代表的一系列节制工程。而奉化江干流和支流上的灵桥和方桥则是宁波较早的近代桥梁。

## 地理

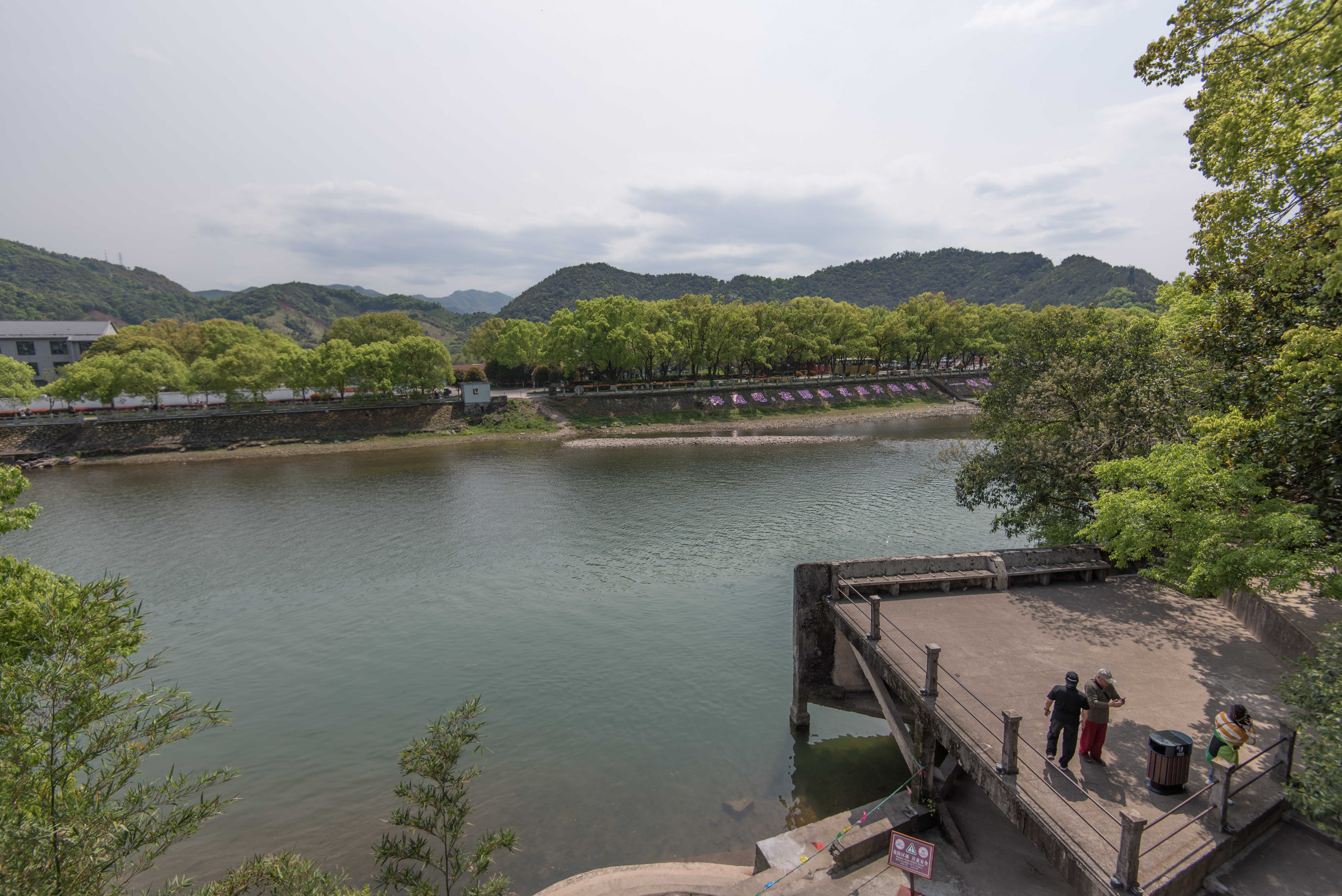
流经溪口镇小洋房前的剡江

奉化江是一条由多条支流汇聚而成的河流。河流主源为剡江，发源于溪口镇四明山大湾岗董家彦村，河源海拔750米。从大湾岗至公棠称晦溪，建有亭下水库。晦溪于公棠，汇康岭溪（即剡溪）后改称剡江。此后河流继续东行，流经溪口和萧王庙街道，直至江口街道的方桥三江口，剡江与东来的东江汇合，始称奉化江。此后河流向北与西来的鄞江汇合，向北蜿蜒进入宁波市中心，在宁波三江口与西来的姚江汇合，此后改称甬江。从源头至方桥三江口河流全长66.7公里，自方桥三江口至宁波三江口河流长26.4公里。
水文上，奉化江平均比降为8.1‰，流域面积2223平方公里。其中，方桥三江口以下河道平均比降小于十万分之一。这段河道蜿蜒曲折，形成了大量的河湾。其中最大的弯道为杀鸡湾，周长3.5公里，但其上下口之间的距离仅350米。铜盆浦湾为奉化江的第二大湾，周长1.87公里，上下口间距250米，目前已经截弯取直。
地质史上，奉化江形成于第四纪中更新世晚期至晚更新世早期期间。最初的河流为两支，其中一支经宁波市区、庄桥，在棉丰注入灰鳖洋。另一支则为东江古河道，经邱隘、梅墟、张鉴碶，于灰鳖洋与第一支汇合。后经河流改道，形成目前两江汇聚于方桥三江口的格局。

### 支流
奉化江的主要支流包括东江、县江和鄞江。
东江发源于奉化尚田镇境内的薄刀岭冈，至方桥三江口与奉化江上游剡江汇合。东江全长41.7公里，出河源后称称白溪，又称牌溪，在尚田孙家村与方门江汇合后始称东江。此后流经尚桥、西坞、南浦，在方桥汇合县江，此后汇入奉化江。
县江发源于奉化大堰镇境内的大公岙，至方桥与东江汇合。县江全长69.5公里，出河源后为西南-东北流向，在南溪口折向东北，至横山截流形成横山水库。出水库后，县江流经尚田、奉化城区、南渡，至方桥汇入东江。
鄞江发源于四明山白肚肠岗，至横涨附近汇入奉化江，全长69.4公里。鄞江源头称为大皎溪，出源头后北流，至半岭东流，穿行于四明山的峡谷之中，于周公宅建有周公宅水库。此后河流继续向北，与发源于余姚市鹿亭乡境内的小皎溪汇合，始称樟溪。两河河口处建有皎口水库。此后鄞江东流至鄞江镇，受唐代水利工程它山堰节制。出它山堰后河流始称鄞江，此时河道开始受到潮水影响，于横涨附近汇入奉化江。

## 水利

### 水库

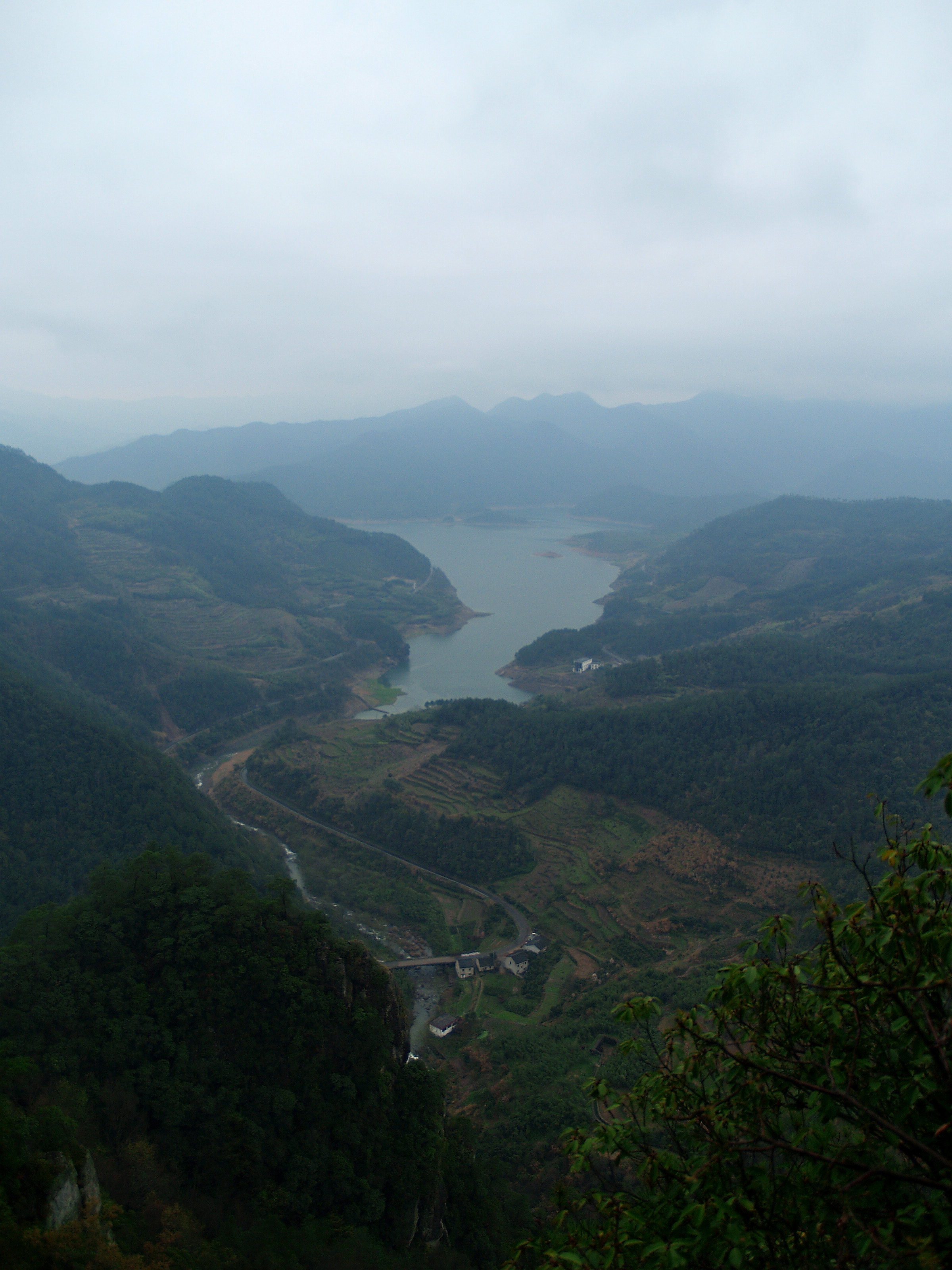
从妙高台俯瞰亭下水库

奉化江支流众多，沿线修建了大量的水库。其中较大的水库有亭下水库、横山水库、皎口水库、周公宅水库等。这些水库成为宁波重要的水源。
亭下水库位于奉化江上游的西晦溪，在溪口镇高岙村建坝。水库于1977年7月开工，1984年9月通过验收。水库库容15300万立方米，正常库容9800万立方米。建成后，水库通过自然河道和东江引水工程、育王岭隧洞分别服务于奉化区萧王庙街道、西坞街道和鄞州区姜山河网以及北仑区岩泰水系。
横山水库位于奉化江主要支流县江，在尚田镇许家村西侧设坝。水库于1957年9月开工，后经反复修改设计，于1966年4月竣工。此后水库于1982年扩建，1993年底竣工。此时水库库容达到11180万立方米，正常库容为7640万立方米。水库主要使用县江河道作为供水渠道，目前并入亭下水库灌区。
皎口水库位于奉化江主要支流鄞江上游大皎溪、小皎溪汇合处，在海曙区章水镇密岩村设坝，为宁波市境内首座圬工坝水库。水库始建于1970年5月，建成于1975年1月。水库库容11980万立方米，正常库容7817万立方米，主要作用为减小下游洪涝威胁，同时提供供水和灌溉的功能。
周公宅水库位于鄞江上游大皎溪上，皎口水库上游15千米，在章水镇原周公宅村下游设坝，采用混凝土双曲拱坝。水库始建于2003年2月18日，建成于2007年1月21日，总库容11180万立方米，正常库容9570万立方米。周公宅水库与皎口水库形成梯级串联水库，其原水输送至日产50万吨自来水的宁波毛家坪水厂，生产的自来水利用高度差输送至宁波供水环网，供整个宁波市区使用。

### 它山堰

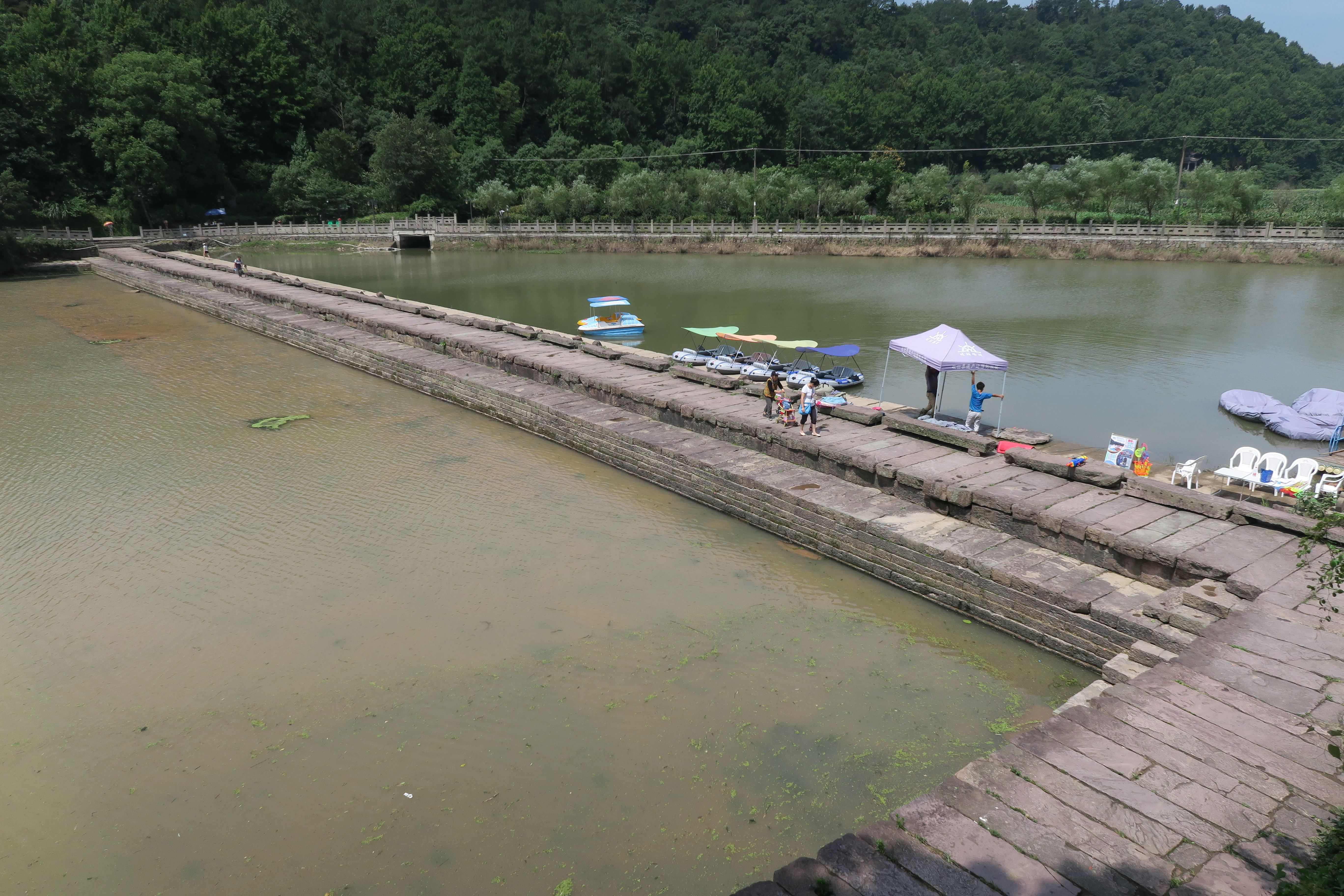
鄞江上的它山堰

奉化江是一条感潮河流，因而来自东海的咸潮可以进入河道，影响沿岸的农业生产。同时，上游的山洪也可能为害两岸的居民。对于奉化江支流鄞江而言，这一问题尤为严重。公元833年，鄮县令王元暐主持修建它山堰，将鄞江分为外江（即鄞江）和内河（即宁波南塘河）两路，能够自行调节旱季和雨季内河的供水，承担阻咸蓄淡、排洪泄涝的功能。这一水利工程灌溉七乡农田24万亩，也为唐代宁波州城确立于三江口起到了重要作用。

## 交通

### 航运
奉化江在宋、元时公棠以下剡江直至三江口均可行船，但由于河床淤积，目前船只仅能通行至奉化萧王庙街道。历史上，奉化江下游曾是海上丝绸之路的重要始发地。宁波老城东渡门外，今江厦公园附近原江厦码头一度商旅云集，也曾是日本遣唐使的登岸之处。目前，奉化江上正在建设方桥港区，规划500吨泊位26个，为杭甬运河的支线港。

### 跨河设施

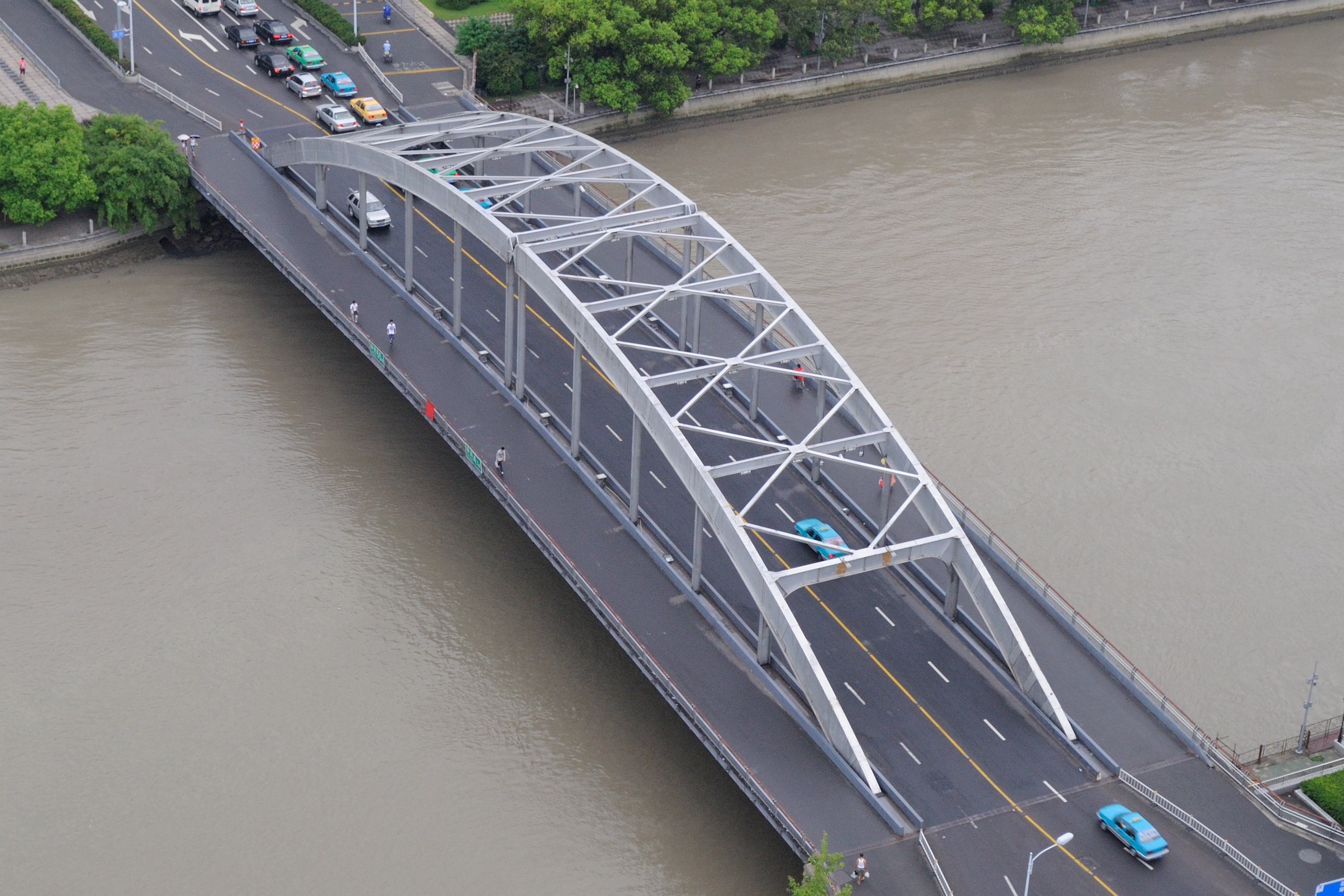
俯瞰灵桥

奉化江及其支流上建有桥梁的历史悠久。东津浮桥（即灵桥）建于唐穆宗长庆三年（公元823年），几乎与宁波城市同龄。支流鄞江上的百梁桥建于北宋元丰元年（1078年），使用上百根圆杉架设而成，桥面上建有23间廊屋。奉化江流域较早出现了近代桥梁。县江上的方桥建成于1906年，为下承式弓挂钢桁梁架桥梁，曾有“四明第一桥”之称，现有桥梁为2010年重建。而原灵桥浮桥在经历了多次事故后于1936年由德国西门子洋行承包改建为独孔大环桥，此后历经70余年仍然完好，成为宁波的地标。目前，奉化江上的桥梁大都建于20世纪80年代以后，并采用与灵桥类似的拱形桥形。2012年5月，穿越奉化江江底的宁波轨道交通1号线东门口（天一广场）-江厦桥东区间隧道贯通，成为奉化江上首条隧道和宁波首条跨江地铁隧道。
宁波绕城高速公路以内的跨奉化江桥梁和隧道列表如下。
| 名称                                | 类型     | 载有                      |
| ----------------------------------- | -------- | ------------------------- |
| 北渡奉化江特大桥                    | 公路桥梁 | 沈海高速、 宁波绕城高速   |
| 南翔桥                              | 公路桥梁 | 机场路                    |
| 鄞州大桥                            | 公路桥梁 | 鄞州大道                  |
| 鄞县大桥                            | 公路桥梁 | 鄞县大道                  |
| 雅渡-庙堰区间隧道                   | 铁路隧道 | 宁波轨道交通5号线         |
| 奉化江特大桥                        | 公路桥梁 | 杭甬高速                  |
| 段塘-堇山西路区间隧道               | 铁路隧道 | 宁波轨道交通8号线，建设中 |
| 芝兰桥                              | 公路桥梁 | 环城南路                  |
| 新典桥                              | 公路桥梁 | 新典路                    |
| 长丰桥                              | 公路桥梁 | 鄞奉路                    |
| 澄浪桥                              | 公路桥梁 | 永达路                    |
| 甬台温铁路奉化江大桥                | 铁路桥梁 | 甬台温铁路                |
| 兴宁桥西-兴宁桥东区间隧道           | 铁路隧道 | 宁波轨道交通4号线         |
| 兴宁桥                              | 公路桥梁 | 兴宁路                    |
| 琴桥                                | 公路桥梁 |                           |
| 灵桥                                | 公路桥梁 |                           |
| 江厦桥                              | 公路桥梁 | 中山路                    |
| 东门口（天一广场）-江厦桥东区间隧道 | 铁路隧道 | 宁波轨道交通1号线         |

## 历史文化
中华民国政治人物蒋中正出生于奉化江上游剡江畔的溪口镇中。蒋氏发迹后回乡大兴土木，在剡江沿岸的武岭路上兴建和改建了丰镐房、小洋房、文昌阁等建筑。这些建筑因其历史和政治价值而被列入全国重点文物保护单位。